# ベフダド・サリミ
ベフダド・サリミ・コルダシアビ (ペルシア語:  بهداد سلیمی、ラテン表記:Behdad Salimi、1989年12月8日 - ) は、イランの男子重量挙げ選手。2012年ロンドンオリンピックの105キロ超級重量挙げ競技で金メダルを獲得した。世界選手権2度優勝。スナッチの世界記録保持者。マーザンダラーン州ガーエム・シャフル出身。

## 統計

### 体のサイズ
(2012夏季オリンピック)
- 身長197 cm
- 体重165 kg

### ベスト記録
- スナッチ：216キロ、リオデジャネイロ、2016年08月16日（世界記録）
- ジャーク：255キロ、仁川広域市、2014年9月26日
- トータル：464キロ、パリ、2011年11月13日